# ユニタリー性 (物理学)
量子力学におけるユニタリー性とは、量子系の時間発展を記述する演算子、または散乱過程を記述するS行列がユニタリー演算子であることを言う。また、そこから導かれる量子系の性質のことである。

## 概要
系のハミルトニアン {\displaystyle {\hat {H}}} が時間に依存しない場合、系の時間発展はシュレディンガー方程式
{\displaystyle i{\frac {\partial }{\partial t}}\left|\psi (t)\right\rangle ={\hat {H}}\left|\psi (t)\right\rangle }
によって定められる。その解は、演算子 {\displaystyle {\hat {U}}(t)\equiv e^{-i{\hat {H}}t}} によって
{\displaystyle \left|\psi (t)\right\rangle ={\hat {U}}(t)\left|\psi (0)\right\rangle }
と書かれる。この {\displaystyle {\hat {U}}(t)} がユニタリー演算子であること {\displaystyle {\hat {U}}(t){\hat {U}}(t)^{\dagger }={\hat {U}}^{\dagger }{\hat {U}}=1} は、ユニタリー性の初歩的な例である。その帰結として、波動関数の規格化が保たれることが分かる：
{\displaystyle \left\|\left|\psi (t)\right\rangle \right\|^{2}=\left\langle \psi (0)\right|{\hat {U}}(t)^{\dagger }{\hat {U}}(t)\left|\psi (0)\right\rangle =\left\|\left|\psi (0)\right\rangle \right\|^{2}=1}
この事実はより直感的に、時間発展の下で、確率の総和が1のまま変化しないことを表していると言える。
量子系に対する測定の作用を考えると、測定の反作用のため、着目している系の変化がユニタリー演算子で記述できない場合がある。そのような時間発展を非ユニタリー時間発展と呼ぶ。その場合も、着目している系と測定装置の全体は、ユニタリー性が保たれていると考えられている。言い換えると、閉じた量子系（すなわち、測定の作用を考えるなら測定装置も含む全体系）の時間発展はユニタリー性を持っているが、測定装置や測定結果に関する情報を捨てて、着目している系に関する情報のみを残すと、その時間発展が非ユニタリー時間発展となる場合がある。

### 光学定理
同様に、散乱過程における状態変化を記述するS行列も、ユニタリー演算子でなければならない。その帰結として、光学定理が得られる。
場の量子論においてはしばしば、電磁場の縦波モードのような非物理的な粒子を含む数学的記述が用いられる。S行列のユニタリー性が保たれるためには、これらの粒子が散乱過程の終状態に現れてはならない。ゲージ場の量子論においては、ゲージ対称性(あるいはBRST対称性)の帰結としてS行列のユニタリー性が導かれる。

### ユニタリー限界
理論物理学において、時間発展演算子のユニタリー性に由来する不等式は一般にユニタリー限界と呼ばれる。特に、ユニタリー性は光学定理を導く。光学定理によると、2体散乱の確率振幅の虚部 Im(M) は全散乱断面積と（ある定数因子を除いて）一致する。前方散乱の断面積 {\displaystyle |M|^{2}} は全散乱断面積 Im(M) を超えられないので、次の不等式が成り立つ。
{\displaystyle |M|^{2}\leq {\mbox{Im}}(M)}
これは、複素数 M が複素平面上のある円盤上にあることを意味する。同様のユニタリー限界により、散乱振幅や断面積のエネルギー依存性に上限が定められる。
特に、この上限が達成されている場合をユニタリー極限と呼ぶ。